# 米尔顿 (马萨诸塞州)
米尔顿（英語：Milton）是位于美国马萨诸塞州诺福克县的一个小镇。米尔顿是美国爱尔兰后裔百分比最高的地方，约43%的居民拥有爱尔兰血统。根据美国人口调查局2000年统计，米尔顿共有人口26,062人，其中白人占85.38%、非裔美国人占10.23%、亚裔美国人占2.04%。

## 名人
- 乔治·赫伯特·沃克·布什：美国第四十一任总统
- 巴克敏斯特·富勒：美国设计师、建筑师和发明家

1. ↑  . U.S. Census Bureau.   [2011-06-26]. （原始内容存档于2014-10-20）.